# Гаги
Гаги (лат. Somateria) — род семейства утиных. Объединяет 3 вида довольно крупных нырковых уток, гнездящихся преимущественно на арктических побережьях и в тундре. Все виды имеют характерное строение клюва в форме клина с широким ноготком, занимающим всю вершину надклювья. На боках надклювья имеется глубокая выемка, покрытая перьями.
Большую часть жизни проводят в литоральной части моря, где добывают себе пищу на дне. Превосходные ныряльщики, с помощью крыльев погружаются на глубину до 20 м. Питаются моллюсками, ракообразными и водными беспозвоночными (в том числе насекомыми, дождевыми и многощетинковыми червями). Летают группами низко над поверхностью моря, образуя клин либо вереницу. На берег выходят только на отдых и ради размножения, вглубь материков и больших островов не залетают. Скорость в полёте — около 100 км/ч. Все три вида распространены на севере России.

## Классификация
Международный союз орнитологов выделяет три вида:
- Somateria mollissima — Обыкновенная гага
- Somateria fischeri — Очковая гага, или фишерова гага
- Somateria spectabilis — Гага-гребенушка